# ليو إغان
ليو إغان (بالإنجليزية: Leo Egan) هو صحفي أمريكي، ولد في 19 أبريل 1914، وتوفي في 10 يوليو 2000.